# 샬롯
샬롯(shallot, 영국식 영어 발음: /ʃəˈlɒt/, 미국식 영어 발음: /ˈʃælət/또는/ʃəˈlɑːt/)은 부추속의 재배종 식물이다. 뿌리채소로 먹는다. 과거에는 "알리움 아스칼로니쿰(Allium ascalonicum)"이라는 학명을 지닌 종으로 여겨졌다. 리크, 마늘, 염교, 차이브 등 다른 부추속 식물과 근연관계이다.

## 이름
샬롯이라는 이름이 고대 가나안의 도시인 아슈켈론(히브리어: אַשְׁקְלוֹן, 아랍어: عسقلان)에서 유래했으며, 십자군이 서양으로 전파했다는 설이 있다.
일본에서는 프랑스어 에샬로트(프랑스어: échalote)에서 온 에샤롯토(일본어: エシャロット)라는 표기를 사용하며, 중국에서는 훠총(중국어 간체자: 火葱, 정체자: 火蔥)이라 부른다. 이탈리아에서는 스칼로뇨(이탈리아어: scalogno)라고 부른다.
말레이시아·인도네시아에서는 바왕 메라(말레이어: bawang merah, 인도네시아어: bawang merah)라고 부르며, 타이에서는 홈댕(태국어: หอมแดง)이라, 베트남에서는 헤떠이(베트남어: hẹ tây)라 부른다.

## 특징
각 식물이 한 개의 양파 덩어리를 맺는 양파와는 달리, 샬롯은 마늘처럼 갈라져 나와 송이를 이룬다.

## 경작과 쓰임새
북반구에서 샬롯은 2월이나 3월 이전에 파종할 수 없다. 샬롯은 갈라져 나온 조각(offset)에 의해 번식된다. 보통 북반구에서는 9월이나 10월에 파종한다. 재배 시에는 둥그스럼한 부분(bulb)의 상단 부분이 땅 위로 조금 나오게끔 기르다가, 뿌리가 제대로 자리잡았을 때는 둥그스럼한 부분을 둘러싼 흙을 치워주는 것이 바람직하다. 비료를 막 뿌린 밭에서는 길러서는 안 된다. 7월이나 8월 경이 수확기이다. (하지만 오늘날에는 사시사철 수퍼마켓에서 샬롯을 볼 수 있다.) 가나 남동부에 샬롯 전문 재배 지역이 존재한다.
샬롯은 아주 널리 쓰이는데, 피클로 만들어 먹을 뿐만 아니라, 여러 요리에 넣어 먹는다. 잘게 썰어 기름에 튀긴 셜롯은 아시아 요리에 종종 조미료로 들어가기도 한다. 미국에서 샬롯은 프랑스로부터 전량 수입되기 때문에 양파보다 상당히 비싸다.

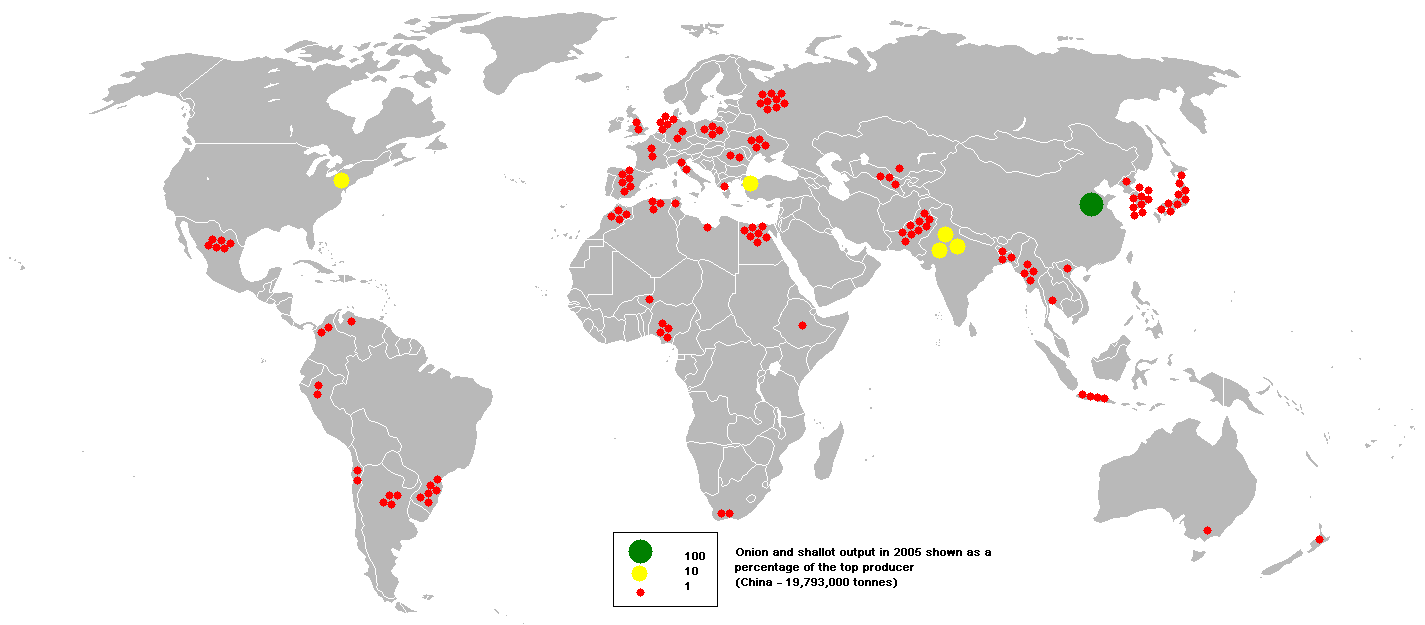
2005년 양파와 샬롯 산지

양파와 비슷하게 샬롯은 쪼개지면 눈을 시리게 하는 화학 물질을 내뿜는다. 양파 항목을 참고하라. 또, 샬롯은 항암 성분을 많이 가지고 있는 것으로 알려져 있다.

### 인도네시아
인도네시아에서는 샬롯을 바왕 메라(인도네시아어: bawang merah)라고 부른다. 인도네시아 음식에 있어서, 마늘(바왕 푸티(인도네시아어: bawang putih))과 함께 기본적으로 많이 쓰이는 조미료이다. 날 샬롯은 순한 식초물 담가 오이와 함께 피클링 해 먹기도 한다. 종종 잘게 썰어 금갈색이 나도록 볶기도 하는데, 결과적으로 나오는 바삭한 셜롯 칩을 가리켜 바왕 고렝(인도네시아어: baawang goren)이라 한다. 오포르 아얌(닭 커리), 인도네시아식 볶음밥 등 여러 인도네시아 요리에 곁들여 나온다.

### 일본
일본에서 판매되고 있는 "에샤렛트"라는 것은 대부분은 생식용으로 연백재배(軟白栽培)되고 있는 염교(Allium bakeri)를 말한다. 도쿄 츠키지의 한 청과 도매업자가 Allium bakeri에 "에샤렛트"라고 하는 상품명을 붙여 팔았다. "뿌리 락교"라는 상품명으로는 잘 팔릴 것 같지 않자 "에샤렛트"라는 세련된 상품명을 붙였다고 한다."에샤렛트"가 상품화되었던 1955년 무렵은 아직 일본에서 진짜 샬롯이 일반적이지 않았기 때문에 문제는 없었다. 그러나 이제 와서는 매우 혼동하기 쉽다. 일본에서는 대부분의 사람이 이것을 프랑스 요리에 사용되는 진짜 샬롯과 혼동하고 있다. 같은 부추속의 동속 이종 식물이지만, 샬롯과 락교는 외형도 맛도 다르다. 에샤렛트는, 시즈오카현의 엔슈 지방에서 특히 많이 재배·소비되고 있다.

## 같이 보기
- 무시르(페르시아샬롯)